# Vi mötte stormen
Vi mötte stormen är en svensk dramafilm från 1943 i regi av Bengt Janzon.

## Om filmen
Filmen premiärvisades den 9 januari 1943 på biografen Olympia i Stockholm. Den spelades in vid Sandrew-Ateljéerna i Stockholm med exteriörer från Stockholm. I filmen ingick ett avsnitt med Karl Gerhard i revynumret Trojanska hästen. Det klipptes bort av filmens upphovsmän före censureringen med hänvisning till att detta revynummer förbjudits något år tidigare. I filmen förekommer klipp från filmerna Dollar, Med dej i mina armar, Swing it, magistern!, Ett brott samt från journal- och dokumentärfilmer.
Vi mötte stormen har visats vid ett flertal tillfällen i SVT.

## Rollista
- Stig Järrel – Gustav Söderberg
- Emy Hagman – Greta Söderberg, hans hustru
- Anna-Lisa Baude – Fina, deras hembiträde
- Bengt Janzon – specerihandlare
- Frances von Koch – kvinna i telefon
- Greta Forsgren – kvinna i telefon
- Folke Algotsson – en man på utedansbanan

Medverkande i filmcitat: 
- Signe Hasso – ur filmen Dollar (1938)
- Sven-Olof Sandberg – ur filmen Med dej i mina armar (1940)
- Walter Kejving – ur filmen Med dej i mina armar (1940)
- Alice Babs – ur filmen Swing it, magistern! (1940)
- Adolf Jahr – ur filmen Swing it, magistern! (1940)
- Karin Ekelund – ur filmen Ett brott (1940)
- Edvin Adolphson – ur filmen Ett brott (1940)
- Gösta Hillberg – ur filmen Ett brott (1940)

Medverkande i journal- och dokumentärfilmer i urval: 
- Adolf Hitler
- Benito Mussolini
- Neville Chamberlain, engelsk premiärminister
- Édouard Daladier, fransk konseljpresident

## Musik i filmen
- Min soldat, kompositör och text Jokern, sång Ulla Billquist
- Bröllopet på Ulfåsa. Bröllopsmarsch, kompositör August Söderman, instrumental
- Björneborgarnas marsch (Porilaisten marssi), kompositör Christian Fredrik Kress, svensk text Johan Ludvig Runeberg, instrumental.
- Med dej i mina armar, kompositör Kai Gullmar, text Hasse Ekman, sång Sven-Olof Sandberg, klipp från filmen Med dej i mina armar
- Swing it, magistern, kompositör Kai Gullmar, text Hasse Ekman, sång Alice Babs, klipp från filmen Swing it, magistern!

## DVD
Filmen gavs ut på DVD 2014.